# 창덕궁 다래나무
창덕궁의 다래나무는 천연기념물 제251호로, 창덕궁 뒷편, 대보단(大報壇) 터에서 30m 더 동남쪽으로 가다 왼쪽에 위치한다.
이 다래나무는 나이가 약 600년 정도 된 것으로 추정되며 원래부터 이곳에 자생했거나 혹은 창덕궁을 지었을 당시에 자연산 다래를 조경용으로 옮겨 심었던 것으로 추측된다. 한반도 숲 속에 자라는 다래나무는 대개 길이 10 ~ 20m, 지름 5 ~ 6cm 정도가 일반적인데, 이곳의 다래나무는 높이 10여m, 둘레가 70cm나 된다. 한편, 줄기가 이상하게 꼬이고 뻗어서 진기하게 보인다. 근원직경 10 ~ 15cm의 덩굴줄기 6개가 사방으로 퍼져 나가고 긴 줄기는 30 ~ 40m에 이르러 줄기껍질은 이상한 모습으로 벗겨지고 있다. 중간에는 1.6m 높이의 지주가 받쳐져 있다. 이들 다래나무가 드리운 수벽(樹壁)은 높이 13m, 폭 10m에 달한다.

## 참고 자료
본 문서에는 서울특별시에서 지식공유 프로젝트를 통해 퍼블릭 도메인으로 공개한 저작물을 기초로 작성된 내용이 포함되어 있습니다.